# Бис-Квит
«Бис-Квит» — российский музыкальный коллектив из Санкт-Петербурга, созданный в 2002 году студентами Санкт-Петербургского музыкального колледжа имени Н. А. Римского-Корсакова.

## История
В 2005 году выступил с премьерой сюиты на музыку из мюзикла «Вестсайдская история».
2006 год:
- участие в съёмках х/ф «Блудные дети»;
- почётный гость международного музыкального фестиваля «The world of musical folklore» (Нордфьорд, Норвегия);
- творческий союз со смешанным хором Нордфьорда, несколько гала-концертов.

С 2007 по 2011 г. — постоянный гость телепередач «Попутная песня» и «В ритмах жизни» с Еленой Липиной.
В 2009 году — участник VII Международного фестиваля «Вселенная звука», который состоялся в БЗ им. Чайковского Московской государственной консерватории. На фестивале коллектив исполнил музыкальный спектакль по мотивам оперы К. Молчанова «А зори здесь тихие…» и был награждён дипломами за «Современное прочтение и виртуозное исполнение классической партитуры», «Оригинальный состав музыкального коллектива», «Оригинальную аранжировку классического произведения». Выступления с этим произведением прошли так же в Большом зале Санкт-Петербургской академической филармонии им. Д. Д. Шостаковича и Государственной академической капелле.
2010 год: 
- выступление на церемонии вручения актёрской премии им. В. И. Стржельчика[7];
- совместное с «Град-квартетом» выступление на праздновании Дня города в Санкт-Петербурге[8];
- выступление в Большом концертном зале Санкт-Петербурга «Октябрьский» в составе симфонического оркестра Мариинского театра с программой, посвящённой Дню военно-морского флота России[9].

2011 год:
- гала-концерт с участием артистов Мариинского театра в Российском культурно-информационном центре расположенном в городе София. Музыканты и оперные исполнители из России представили концертную программу в рамках проходящих в Болгарии Дней российской духовной культуры[10].
- концерт в Черногории[11].
- специальный гость на музыкальном шоу центрального телевидения Юго-Восточной Европы[11];
- концерт на Аландских островах в городе Мариехамне по случаю 150-летия этого города[12];
- премия Правительства Санкт-Петербурга «Посол русской культуры»[13].

В сентябре 2012 года Андрей Антипов с ансамблем «Бис-Квит» участвовал в театрализованном концерте в Вологде, проходившим в рамках Дней Санкт-Петербурга в Вологде. В октябре того же года «Бис-Квит» дал концерт в Бишкеке в рамках проведения Дней русской культуры в Киргизии.
За время существования группа провела более 1500 концертов в России, представила Санкт-Петербург в концертных залах Италии, Польши, Швейцарии, Кореи, Германии, Кубы, Австрии, Китая, Юго-Восточной Европы, Шотландии, Португалии, Финляндии и Франции. Ансамбль представляет Санкт-Петербург в международных дипломатических миссиях во главе с Комитетом по внешним связям, Комитетом по культуре города Санкт-Петербурга и Правительства Российской Федерации. За это время было подготовлено большое количество сольных концертных программ с участием солистов Мариинского театра. 

## Дискография
Репертуар ансамбля включает более 250 композиций классической и современной музыки.
1. «Мировая популярная музыка» (2005 г.)
2. «Русские народные песни» (2006 г.)
3. «Jazz» — коллекция джазовой музыки (2007 г.)